# Edo-gawa
Pour les articles homonymes, voir Edo.
Le fleuve Edo (江戸川, Edo-gawa) est un cours d'eau du Japon qui naît d'une diffluence du fleuve Tone et se jette dans la baie de Tokyo.

## Géographie
Le fleuve Edo, long de 54,6 kmse sépare du fleuve Tone à Goka dans la préfecture d'Ibaraki et se dirige vers le sud le long de la frontière entre les préfectures de Chiba, Saitama et Tokyo. Le fleuve se jette dans la baie de Tokyo au niveau d'Ichikawa dans la préfecture de Chiba.